# Marek Plawgo
Marek Plawgo (Polonia, 25 de febrero de 1981) es un atleta polaco, especialista en la prueba de 400 m vallas, con la que ha llegado a ser medallista de bronce mundial en 2007.

## Carrera deportiva
En el Mundial de Osaka 2007 gana la medalla de bronce en los 400 metros vallas, con un tiempo de 48.12 segundos (récord nacional polaco), quedando tras el estadounidense Kerron Clement y el dominicano Félix Sánchez. También gana el bronce en los relevos 4x400 m, con un tiempo de 3:00.05, tras Estados Unidos y Bahamas.